# Östersunds Fotbollsklubb 2017
Questa voce raccoglie le informazioni riguardanti l'Östersunds Fotbollsklubb, meglio conosciuto come Östersunds FK o semplicemente Östersund, nelle competizioni ufficiali della stagione 2017.

## Maglie e sponsor
Continua la partnership pluriennale con lo sponsor tecnico Adidas. Il main sponsor rimane il comune di Östersund con il logo del fiocco di neve a forma di cuore, oltre alla presenza di altri loghi di sponsor minori.
| Casa | Trasferta |  |

## Rosa
| N. |                        | Ruolo | Calciatore                |
| -- | ---------------------- | ----- | ------------------------- |
| 1  | Svezia (bandiera)      | P     | Aly Keita                 |
| 2  | Svezia (bandiera)      | D     | Tom Pettersson            |
| 4  | Svezia (bandiera)      | D     | Sotirios Papagiannopoulos |
| 5  | Svezia (bandiera)      | C     | Darijan Bojanić           |
| 6  | Svezia (bandiera)      | D     | Doug Bergqvist            |
| 7  | Svezia (bandiera)      | C     | Sebastian Lundbäck        |
| 8  | Inghilterra (bandiera) | C     | Jamie Hopcutt             |
| 9  | Nigeria (bandiera)     | A     | Alhaji Gero               |
| 10 | Svezia (bandiera)      | A     | Hosam Aiesh               |
| 11 | Svezia (bandiera)      | C     | Johan Bertilsson          |
| 12 | Svezia (bandiera)      | C     | Ken Sema                  |
| 13 | Svezia (bandiera)      | C     | Ludvig Fritzson           |
| 14 | Svezia (bandiera)      | D     | Bobo Sollander            |

| N. |                        | Ruolo | Calciatore                     |
| -- | ---------------------- | ----- | ------------------------------ |
| 15 | Svezia (bandiera)      | D     | Tim Björkström                 |
| 17 | Inghilterra (bandiera) | C     | Curtis Edwards                 |
| 18 | Svezia (bandiera)      | P     | Andreas Andersson              |
| 19 | Svezia (bandiera)      | D     | Dennis Widgren                 |
| 20 | Svezia (bandiera)      | D     | Gabriel Somi                   |
| 21 | Comore (bandiera)      | C     | Fouad Bachirou (vice capitano) |
| 22 | Iraq (bandiera)        | C     | Brwa Nouri (capitano)          |
| 23 | Ghana (bandiera)       | D     | Samuel Mensiro                 |
| 24 | Svezia (bandiera)      | D     | Ronald Mukiibi                 |
| 32 | Ghana (bandiera)       | D     | Patrick Kpozo                  |
| 80 | Ghana (bandiera)       | A     | Frank Arhin                    |
| 93 | Svezia (bandiera)      | C     | Saman Ghoddos                  |

## Risultati

### Allsvenskan

#### Girone di andata
| Arbitro: | Jonas Eriksson (Sigtuna) |

|                  |           |  |
| Hakšabanović 38’ | Marcatori |  |

| Arbitro: | Stefan Johannesson (Täby) |

|          |           |  |
| Aiesh 5’ | Marcatori |  |

| Arbitro: | Bojan Pandžić (Göteborg) |

|                   |           |           |
| Omoh 34’ Ring 57’ | Marcatori | 89’ Nouri |

| Arbitro: | Glenn Nyberg (Borlänge) |

|             |           |                          |
| Edwards 62’ | Marcatori | 90+3’ (rig.) Salomonsson |

| Arbitro: | Magnus Lindgren (Göteborg) |

|                   |           |                                    |
| Alexandersson 52’ | Marcatori | 2’ Edwards 32’ Hopcutt 35’ Edwards |

| Arbitro: | Patrik Eriksson (Gävle) |

|                                                              |           |                                                           |
| Dyer 7’ Prodell 32’ L. Nilsson 90+1’ L. Nilsson 90+4’ (rig.) | Marcatori | 62’ Bertilsson 78’ Ghoddos 85’ Hopcutt 87’ (rig.) Hopcutt |

| Arbitro: | Bojan Pandžić (Göteborg) |

|                        |           |                        |
| Gero 72’ Hopcutt 90+4’ | Marcatori | 62’ Martinsson Ngouali |

| Arbitro: | Magnus Lindgren (Göteborg) |

|                           |           |          |
| Rosenberg 52’ Rakip 90+5’ | Marcatori | 80’ Sema |

| Östersund 17 maggio 2017, ore 19:00 9ª giornata | Östersund               | 0 – 0 referto | Sirius | Jämtkraft Arena\| Arbitro: \| Glenn Nyberg (Borlänge) \| |
| Arbitro:                                        | Glenn Nyberg (Borlänge) |               |        |                                                          |

| Arbitro: | Andreas Ekberg (Bjärred) |

|                           |           |             |
| Gero 40’ Nouri 58’ (rig.) | Marcatori | 74’ Romário |

| Arbitro: | Kaspar Sjöberg (Malmö) |

|  |           |                  |
|  | Marcatori | 12’ (rig.) Nouri |

| Arbitro: | Magnus Lindgren (Göteborg) |

|                                     |           |               |
| Ghoddos 22’ Ghoddos 32’ Hopcutt 90’ | Marcatori | 65’ Hallenius |

| Arbitro: | Stefan Johannesson (Täby) |

|                      |           |                   |
| Goitom 33’ Avdić 87’ | Marcatori | 22’ Somi 57’ Somi |

| Arbitro: | Kaspar Sjöberg (Malmö) |

|                  |           |            |
| Bertilsson 90+1’ | Marcatori | 73’ Smylie |

| Arbitro: | Andreas Ekberg (Bjärred) |

|                           |           |            |
| Mensiro 23’ Bergqvist 50’ | Marcatori | 31’ Walker |

#### Girone di ritorno
| Arbitro: | Magnus Lindgren (Göteborg) |

|                                 |           |  |
| Olsson 43’ Badji 82’ Olsson 86’ | Marcatori |  |

| Östersund 30 luglio 2017, ore 15:00 17ª giornata | Östersund                     | 0 – 0 referto | Halmstad | Jämtkraft Arena\| Arbitro: \| Kristoffer Karlsson (Höganäs) \| |
| Arbitro:                                         | Kristoffer Karlsson (Höganäs) |               |          |                                                                |

| Arbitro: | Bojan Pandžić (Göteborg) |

|                      |           |             |
| Danielson 88’ (rig.) | Marcatori | 52’ Bojanić |

| Arbitro: | Kaspar Sjöberg (Malmö) |

|                             |           |                                |
| Rômulo 29’ Hamad 79’ (rig.) | Marcatori | 33’ Ghoddos 90+3’ (rig.) Nouri |

| Arbitro: | Bojan Pandžić (Göteborg) |

|  |           |                                       |
|  | Marcatori | 12’ Sundgren 67’ Stefanelli 87’ Avdić |

| Arbitro: | Glenn Nyberg (Borlänge) |

|  |           |                     |
|  | Marcatori | 71’ Sema 90+3’ Somi |

| Arbitro: | Johan Hamlin (Bro) |

|                                           |           |  |
| Björkström 39’ Ghoddos 70’ Bertilsson 72’ | Marcatori |  |

| Arbitro: | Patrik Eriksson (Gävle) |

|  |           |                                                                      |
|  | Marcatori | 4’ Sema 32’ Ghoddos 35’ (rig.) Ghoddos 71’ Bertilsson 86’ Bertilsson |

| Arbitro: | Stefan Johannesson (Täby) |

|                           |           |                       |
| Nouri 49’ (rig.) Sema 90’ | Marcatori | 25’ Rakip 66’ Lewicki |

| Arbitro: | Kaspar Sjöberg (Malmö) |

|                   |           |              |
| Ring 21’ Ring 74’ | Marcatori | 18’ Fritzson |

| Östersund 1º ottobre 2017, ore 15:00 26ª giornata | Östersund          | 0 – 0 referto | Häcken | Jämtkraft Arena\| Arbitro: \| Johan Hamlin (Bro) \| |
| Arbitro:                                          | Johan Hamlin (Bro) |               |        |                                                     |

| Arbitro: | Kristoffer Karlsson (Höganäs) |

|                                         |           |  |
| Bertilsson 18’ Arhin 20’ Bertilsson 27’ | Marcatori |  |

| Arbitro: | Bojan Pandžić (Göteborg) |

|  |           |             |
|  | Marcatori | 8’ Fritzson |

| Arbitro: | Jonas Eriksson (Sigtuna) |

|                                                                |           |               |
| Papagiannopoulos 29’ Bachirou 30’ Ghoddos 42’ Nouri 48’ (rig.) | Marcatori | 90+1’ Prodell |

| Jönköping 5 novembre 2017, ore 15:00 30ª giornata | Jönköpings Södra        | 0 – 0 referto | Östersund | Stadsparksvallen\| Arbitro: \| Glenn Nyberg (Borlänge) \| |
| Arbitro:                                          | Glenn Nyberg (Borlänge) |               |           |                                                           |

### Svenska Cupen 2016-2017

#### Gruppo 7
| Arbitro: | Patrik Eriksson (Gävle) |

|                           |           |               |
| Ghoddos 18’ Ghoddos 90+4’ | Marcatori | 68’ Palmquist |

| Arbitro: | Farouk Nehdi (Huddinge) |

|           |           |                                                           |
| Björk 52’ | Marcatori | 4’ Sema 24’ Bertilsson 50’ Aiesh 63’ Bertilsson 66’ Aiesh |

| Arbitro: | Bojan Pandžić (Göteborg) |

|          |           |  |
| Aiesh 6’ | Marcatori |  |

#### Fase finale
| Arbitro: | Kristoffer Karlsson (Höganäs) |

|                                                          |           |               |
| Bertilsson 7’ Nouri 27’ (rig.) Ghoddos 48’ Bojanić 90+2’ | Marcatori | 87’ Islamović |

| Arbitro: | Andreas Ekberg (Bjärred) |

|            |           |                                       |
| Kamara 32’ | Marcatori | 6’ Pettersson 30’ Ghoddos 87’ Ghoddos |

| Arbitro: | Mohammed Al-Hakim (Västerås) |

|                                           |           |               |
| Mensiro 9’ Aiesh 18’ Gero 83’ Ghoddos 86’ | Marcatori | 54’ Wahlqvist |

### Svenska Cupen 2017-2018
| Arbitro: | Niklas Abrahamsson (Sollefteå) |

|  |           |                            |
|  | Marcatori | 53’ Bertilsson 75’ Edwards |

### UEFA Europa League 2017-2018

#### Turni preliminari
| Arbitro: | Juan Martínez Munuera |

|                           |           |  |
| Ghoddos 68’ Hopcutt 90+2’ | Marcatori |  |

| Arbitro: | Bastian Dankert |

|           |           |                  |
| Çalık 69’ | Marcatori | 60’ (rig.) Nouri |

| Arbitro: | Jevhen Aranovs'kyj |

|              |           |  |
| Bachirou 50’ | Marcatori |  |

| Arbitro: | Kristo Tohver |

|           |           |                         |
| Bensi 53’ | Marcatori | 59’ Somi 66’ Pettersson |

#### Spareggi
| Arbitro: | Bas Nijhuis |

|                                                |           |                  |
| Léo Matos 38’ Prijović 77’ Prijović 88’ (rig.) | Marcatori | 21’ (rig.) Nouri |

| Arbitro: | Paweł Raczkowski |

|                         |           |  |
| Ghoddos 71’ Ghoddos 77’ | Marcatori |  |

#### Fase a gironi
| Arbitro: | Stephan Klossner |

|  |           |                        |
|  | Marcatori | 50’ Ghoddos 90+4’ Gero |

| Arbitro: | Luca Banti |

|                  |           |  |
| Nouri 22’ (rig.) | Marcatori |  |

| Arbitro: | István Kovács |

|                      |           |                         |
| Gero 52’ Edwards 64’ | Marcatori | 14’ Aduriz 89’ Williams |

| Arbitro: | Paweł Gil |

|            |           |  |
| Aduriz 70’ | Marcatori |  |

| Arbitro: | Kevin Blom |

|                                  |           |  |
| Hrečyškin 40’ (aut.) Ghoddos 77’ | Marcatori |  |

| Arbitro: | Tiago Martins |

|             |           |                      |
| Pekarík 61’ | Marcatori | 58’ Papagiannopoulos |

#### Fase a eliminazione diretta
| Arbitro: | David Fernández Borbalán |

|  |           |                                                  |
|  | Marcatori | 13’ Monreal 24’ (aut.) Papagiannopoulos 58’ Özil |

| Arbitro: | Ivan Kružliak |

|               |           |                    |
| Kolašinac 47’ | Marcatori | 22’ Aiesh 23’ Sema |